# Centris rupestris
Centris rupestris är en biart som beskrevs av Azevedo och Silveira 2005. Centris rupestris ingår i släktet Centris och familjen långtungebin. Inga underarter finns listade.